# Senator voor het leven (Italië)

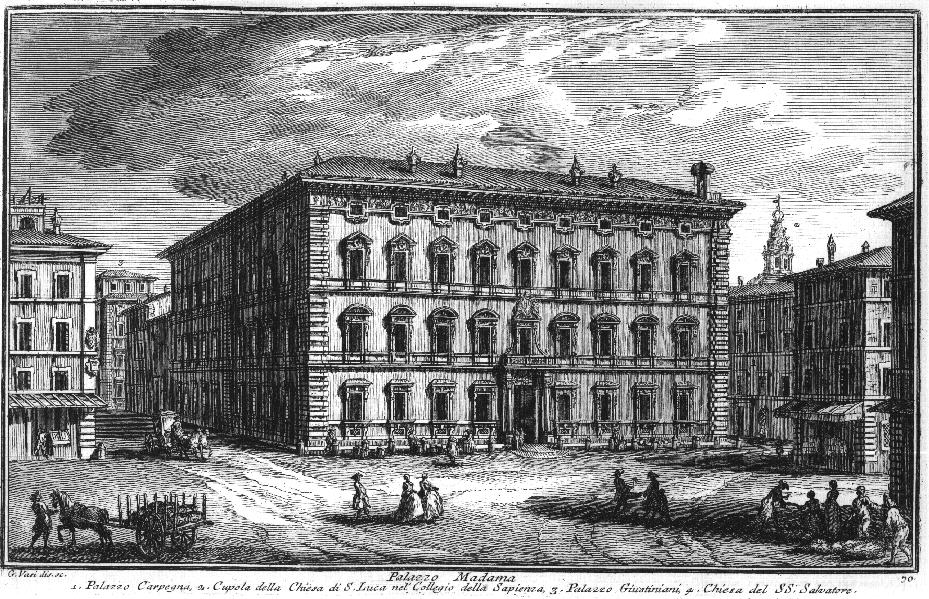
Palazzo Madama in de 18e eeuw

In Italië wordt het ambt van senator voor het leven volgens de grondwet automatisch verkregen (tenzij geweigerd) door aftredend presidenten. Daarnaast kan de president vijf senatoren voor het leven benoemen voor getoonde buitengewone diensten aan het vaderland op maatschappelijk, wetenschappelijk, artistiek of literair gebied.
In het staatsrecht is er onenigheid of het maximum van vijf inhoudt dat er maximaal vijf senatoren voor het leven mogen zijn die geen voormalig president zijn, of dat dit betekent dat iedere president vijf senatoren voor het leven mag benoemen. President Luigi Einaudi heeft achtmaal een senator voor het leven benoemd, waarbij hij Arturo Toscanini (ontslag genomen), Carlo Salustri (overleden) en Guido Castelnuovo (overleden) verving. Om die reden kan worden aangenomen dat het maximumaantal senatoren voor het leven bedoeld wordt dat lid mag zijn van de senaat op hetzelfde moment.
President Sandro Pertini benoemde echter twee senatoren voor het leven terwijl er al vijf lid waren van de Senaat - na een positief advies door de Commissie van Regels van de Senaat. Volgens deze interpretatie zou het maximum het aantal benoemingen per president gelden. Zijn opvolger Francesco Cossiga volgde dezelfde redenering, en benoemde vijf senatoren. Dankzij deze benoemingen ging het aantal senatoren voor het leven tussen 1982 en 1992 omhoog met 6 (4 benoemingen en 2 voormalig presidenten) tot een maximum van 11 in 1992 (9 benoemd en 2 voormalig presidenten).
Anno 2013 zijn er zes senatoren voor het leven benoemd. 5 vanwege hun verdienste (Claudio Abbado, Elena Cattaneo, Mario Monti, Renzo Piano en Carlo Rubbia) en één voormalig president (Carlo Azeglio Ciampi).

## Senatoren voor het leven genomineerd door de president van de republiek

### Genomineerd doorLuigi Einaudi
| Afbeelding | Naam                              | Beroep              | Datum nominatie   | Reden                                                     | Einddatum                                 |
| ---------- | --------------------------------- | ------------------- | ----------------- | --------------------------------------------------------- | ----------------------------------------- |
|            | Guido Castelnuovo                 | wiskundige          | 5 december 1949   | Verdiensten op wetenschappelijk gebied                    | 27 april 1952 (overleden)                 |
|            | Arturo Toscanini                  | orkestdirigent      | 5 december 1949   | Verdiensten op artistiek gebied                           | 6 december 1949 (weigering van benoeming) |
|            | Pietro Canonica                   | beeldhouwer         | 1 december 1950   | Verdiensten op artistiek gebied                           | 8 juni 1959 (overleden)                   |
|            | Gaetano De Sanctis                | historicus          | 1 december 1950   | Verdiensten op wetenschappelijk gebied                    | 9 april 1957 (overleden)                  |
|            | Pasquale Jannaccone               | econoom             | 1 december 1950   | Verdiensten op wetenschappelijk gebied                    | 22 december 1959 (overleden)              |
|            | Carlo Alberto Salustri (Trilussa) | dichter             | 1 december 1950   | Verdiensten op artistiek en literair gebied               | 21 december 1950 (overleden)              |
|            | Luigi Sturzo                      | priester, politicus | 17 september 1952 | Verdiensten op wetenschappelijk en maatschappelijk gebied | 8 augustus 1959 (overleden)               |
|            | Umberto Zanotti Bianco            | archeoloog          | 17 september 1952 | Verdiensten op maatschappelijk en wetenschappelijk gebied | 28 augustus 1963 (overleden)              |

### Genomineerd doorGiovanni Gronchi
| Afbeelding | Naam              | Beroep    | Datum nominatie | Reden                                                     | Einddatum                    |
| ---------- | ----------------- | --------- | --------------- | --------------------------------------------------------- | ---------------------------- |
|            | Giuseppe Paratore | politicus | 9 november 1957 | Verdiensten op wetenschappelijk en maatschappelijk gebied | 26 februari 1967 (overleden) |

### Genomineerd doorAntonio Segni
| Afbeelding | Naam             | Beroep    | Datum nominatie | Reden                                                     | Einddatum                   |
| ---------- | ---------------- | --------- | --------------- | --------------------------------------------------------- | --------------------------- |
|            | Cesare Merzagora | politicus | 2 maart 1963    | Verdiensten op maatschappelijk gebied                     | 1 mei 1991 (overleden)      |
|            | Ferruccio Parri  | politicus | 2 maart 1963    | Verdiensten op maatschappelijk gebied                     | 8 december 1981 (overleden) |
|            | Meuccio Ruini    | politicus | 2 maart 1963    | Verdiensten op wetenschappelijk en maatschappelijk gebied | 6 maart 1970 (overleden)    |

### Genomineerd doorGiuseppe Saragat
| Afbeelding | Naam              | Beroep      | Datum nominatie  | Reden                                                     | Einddatum |
| ---------- | ----------------- | ----------- | ---------------- | --------------------------------------------------------- | --- |
|            | Vittorio Valletta | industrieel | 28 november 1966 | Verdiensten op maatschappelijk gebied                     | 10 augustus 1967 (overleden)                                                                                                 |
|            | Eugenio Montale   | dichter     | 13 juni 1967     | Verdiensten op literair en artistiek gebied               | 12 september 1981 (overleden)                                                                                                |
|            | Giovanni Leone    | politicus   | 27 augustus 1967 | Verdiensten op wetenschappelijk en maatschappelijk gebied | 24 december 1971 (verkozen tot Presidente della Repubblica) opnieuw senator van 15 juni 1978 tot 9 november 2001 (overleden) |
|            | Pietro Nenni      | politicus   | 25 november 1970 | Verdiensten op maatschappelijk gebied                     | 1 januari 1980 (overleden)                                                                                                   |

### Genomineerd doorGiovanni Leone
| Afbeelding | Naam             | Beroep    | Datum nominatie | Reden                                                     | Einddatum                    |
| ---------- | ---------------- | --------- | --------------- | --------------------------------------------------------- | ---------------------------- |
|            | Amintore Fanfani | politicus | 10 maart 1972   | Verdiensten op wetenschappelijk en maatschappelijk gebied | 20 november 1999 (overleden) |

### Genomineerd doorSandro Pertini
| Afbeelding | Naam               | Beroep                  | Datum nominatie   | Reden                                       | Einddatum                     |
| ---------- | ------------------ | ----------------------- | ----------------- | ------------------------------------------- | ----------------------------- |
|            | Leo Valiani        | politicus en historicus | 12 januari 1980   | Verdiensten op maatschappelijk gebied       | 18 september 1999 (overleden) |
|            | Eduardo De Filippo | acteur en scenarist     | 26 september 1981 | Verdiensten op artistiek en literair gebied | 31 oktober 1984 (overleden)   |
|            | Camilla Ravera     | politicus               | 8 januari 1982    | Verdiensten op maatschappelijk gebied       | 14 april 1988 (overleden)     |
|            | Carlo Bo           | literair criticus       | 18 juli 1984      | Verdiensten op literair gebied              | 21 juli 2001 (overleden)      |
|            | Norberto Bobbio    | advocaat en filosoof    | 18 juli 1984      | Verdiensten op wetenschappelijk gebied      | 9 januari 2004 (overleden)    |

### Genomineerd doorFrancesco Cossiga
| Afbeelding | Naam                 | Beroep      | Datum nominatie | Reden                                                               | Einddatum                    |
| ---------- | -------------------- | ----------- | --------------- | ------------------------------------------------------------------- | ---------------------------- |
|            | Giovanni Spadolini   | politicus   | 2 mei 1991      | Verdiensten op wetenschappelijk, literair en maatschappelijk gebied | 4 augustus 1994 (overleden)  |
|            | Giovanni Agnelli     | industrieel | 1 juni 1991     | Verdiensten op maatschappelijk gebied                               | 24 januari 2003 (overleden)  |
|            | Giulio Andreotti     | politicus   | 1 juni 1991     | Verdiensten op maatschappelijk en literair gebied                   | 6 mei 2013 (overleden)       |
|            | Francesco De Martino | politicus   | 1 juni 1991     | Verdiensten op wetenschappelijk, literair en maatschappelijk gebied | 18 november 2002 (overleden) |
|            | Paolo Emilio Taviani | politicus   | 1 juni 1991     | Verdiensten op wetenschappelijk en maatschappelijk gebied           | 18 juni 2001 (overleden)     |

### Genomineerd doorOscar Luigi Scalfaro
| geen benoemingen |
| ---------------- |

### Genomineerd doorCarlo Azeglio Ciampi
| Afbeelding | Naam                 | Beroep      | Datum nominatie   | Reden                                                     | Einddatum                                                                                   |
| ---------- | -------------------- | ----------- | ----------------- | --------------------------------------------------------- | ------------------------------------------------------------------------------------------- |
|            | Rita Levi-Montalcini | neurologe   | 1 augustus 2001   | Verdiensten op wetenschappelijk en maatschappelijk gebied | 30 december 2012 (overleden)                                                                |
|            | Emilio Colombo       | politicus   | 14 januari 2003   | Verdiensten op maatschappelijk gebied                     | 24 juni 2013 (overleden)                                                                    |
|            | Mario Luzi           | dichter     | 14 oktober 2004   | Verdiensten op literair en artistiek gebied               | 28 februari 2005 (overleden)                                                                |
|            | Giorgio Napolitano   | politicus   | 23 september 2005 | Verdiensten op maatschappelijk gebied                     | 15 mei 2006 (gekozen tot Presidente della Repubblica) opnieuw senator sinds 14 januari 2015 |
|            | Sergio Pininfarina   | industrieel | 23 september 2005 | Verdiensten op maatschappelijk gebied                     | 3 juli 2012 (overleden)                                                                     |

### Genomineerd doorGiorgio Napolitano
| Afbeelding | Naam           | Beroep        | Datum nominatie  | Reden                                                     | Einddatum                   |
| ---------- | -------------- | ------------- | ---------------- | --------------------------------------------------------- | --------------------------- |
|            | Mario Monti    | econoom       | 9 november 2011  | Verdiensten op wetenschappelijk en maatschappelijk gebied | in ambt                     |
|            | Claudio Abbado | dirigent      | 30 augustus 2013 | Verdiensten op artistiek gebied                           | 20 januari 2014 (overleden) |
|            | Elena Cattaneo | neurologe     | 30 augustus 2013 | Verdiensten op wetenschappelijk gebied                    | in ambt                     |
|            | Renzo Piano    | architect     | 30 augustus 2013 | Verdiensten op artistiek gebied                           | in ambt                     |
|            | Carlo Rubbia   | natuurkundige | 30 augustus 2013 | Verdiensten op wetenschappelijk gebied                    | in ambt                     |

### Genomineerd doorSergio Mattarella
| Afbeelding | Naam          | Beroep                    | Datum nominatie | Reden                                 | Einddatum |
| ---------- | ------------- | ------------------------- | --------------- | ------------------------------------- | --------- |
|            | Liliana Segre | overlevende van Auschwitz | 19 januari 2018 | Verdiensten op maatschappelijk gebied | in ambt   |

## Senatoren voor het leven van wetshalve (voormalig Presidenti della Repubblica)
| Afbeelding | Naam                 | In ambt sinds    | Tot               | Reden     |           |
| ---------- | -------------------- | ---------------- | ----------------- | --------- | --------- |
|            | Enrico De Nicola     | 12 mei 1948      | 1 oktober 1959    | overleden |           |
|            | Luigi Einaudi        | 11 mei 1955      | 30 oktober 1961   | overleden |           |
|            | Giovanni Gronchi     | 11 mei 1962      | 17 oktober 1978   | overleden |           |
|            | Antonio Segni        | 6 december 1964  | 1 december 1972   | overleden |           |
|            | Giuseppe Saragat     | 29 december 1971 | 11 juni 1988      | overleden |           |
|            | Giovanni Leone       | 15 juni 1978     | 9 november 2001   | overleden |           |
|            | Sandro Pertini       | 23 juni 1985     | 24 februari 1990  | overleden |           |
|            | Francesco Cossiga    | 28 april 1992    | 17 augustus 2010  | overleden | overleden |
|            | Oscar Luigi Scalfaro | 15 mei 1999      | 29 januari 2012   | overleden |           |
|            | Carlo Azeglio Ciampi | 15 mei 2006      | 16 september 2016 | overleden |           |

## Lijst van senatoren voor het leven (in alfabetische volgorde)
De senatoren voor het leven die in ambt zijn, zijn vet weergegeven:
| - Claudio Abbado - Giovanni Agnelli - Giulio Andreotti - Carlo Bo - Norberto Bobbio - Pietro Canonica - Guido Castelnuovo - Elena Cattaneo - Carlo Azeglio Ciampi - Emilio Colombo - Francesco Cossiga - Eduardo De Filippo - Francesco De Martino - Enrico De Nicola - Gaetano De Sanctis - Luigi Einaudi | - Amintore Fanfani - Giovanni Gronchi - Pasquale Jannaccone - Giovanni Leone - Rita Levi-Montalcini - Mario Luzi - Cesare Merzagora - Eugenio Montale - Mario Monti - Giorgio Napolitano - Pietro Nenni - Giuseppe Paratore - Ferruccio Parri - Alessandro Pertini - Renzo Piano - Sergio Pininfarina | - Camilla Ravera - Carlo Rubbia - Meuccio Ruini - Carlo Alberto Salustri, bekend als Trilussa - Giuseppe Saragat - Oscar Luigi Scalfaro - Antonio Segni - Liliana Segre - Giovanni Spadolini - Luigi Sturzo - Paolo Emilio Taviani - Arturo Toscanini - Leo Valiani - Vittorio Valletta - Umberto Zanotti Bianco |